# ژگلارتسی
ژگلارتسی (به بلغاری: Zheglartsi) یک منطقهٔ مسکونی در بلغارستان است که در شهرستان ترول واقع شده‌است.